# The Negro Soldier
The Negro Soldier – amerykański film z 1944 w reżyserii Stuarta Heislera.

## Wyróżnienia
| Rok wpisania | National Film Registry |
| ------------ | --- |
| 2011         | Lista filmów budujących dziedzictwo kulturalne USA utworzona przez National Film Preservation Board i przechowywana w Bibliotece Kongresu Stanów Zjednoczonych |